# London Mathematical Society
London Mathematical Society é uma sociedade de matemática sediada em Londres, Inglaterra.

## Presidentes
- 1865–1866 Augustus De Morgan
- 1866–1868 James Joseph Sylvester
- 1868–1870 Arthur Cayley
- 1870–1872 William Spottiswoode
- 1872–1874 Thomas Archer Hirst
- 1874–1876 Henry John Stephen Smith
- 1876–1878 Lord Rayleigh
- 1878–1880 Charles Watkins Merrifield
- 1880–1882 Samuel Roberts
- 1882–1884 Olaus Henrici
- 1884–1886 James Whitbread Lee Glaisher
- 1886–1888 James Cockle
- 1888–1890 John James Walker
- 1890–1892 Alfred George Greenhill
- 1892–1894 Alfred Kempe
- 1894–1896 Percy Alexander MacMahon
- 1896–1898 Edwin Elliott
- 1898–1900 William Thomson, 1st Baron Kelvin
- 1900–1902 E. W. Hobson
- 1902–1904 Horace Lamb
- 1904–1906 Andrew Forsyth
- 1906–1908 William Burnside
- 1908–1910 William Niven
- 1910–1912 H. F. Baker
- 1912–1914 Augustus Edward Hough Love
- 1914–1916 Joseph Larmor
- 1916–1918 Hector Macdonald
- 1918–1920 John Edward Campbell
- 1920–1922 Herbert Richmond
- 1922–1924 William Henry Young
- 1924–1926 Arthur Lee Dixon
- 1926–1928 Godfrey Harold Hardy
- 1928–1929 E. T. Whittaker
- 1929–1931 Sydney Chapman
- 1931–1933 Alfred Cardew Dixon
- 1933–1935 G. N. Watson
- 1935–1937 George Barker Jeffery
- 1937–1939 Edward Arthur Milne
- 1939–1941 Godfrey Harold Hardy
- 1941–1943 John Edensor Littlewood
- 1943–1945 L J Mordelll
- 1945–1947 Edward Charles Titchmarsh
- 1947–1949 W. V. D. Hodge
- 1949–1951 Max Newman
- 1951–1953 George Frederick James Temple
- 1953–1955 J. H. C. Whitehead
- 1955–1957 Philip Hall
- 1957–1959 Harold Davenport
- 1959–1961 Hans Heilbronn
- 1961–1963 Mary Cartwright
- 1963–1965 Arthur Geoffrey Walker
- 1965–1967 Graham Higman
- 1967–1969 J. A. Todd
- 1969–1970 Edward Collingwood
- 1970–1972 Claude Ambrose Rogers
- 1972–1974 David George Kendall
- 1974–1976 Michael Atiyah
- 1976–1978 J. W. S. Cassels
- 1978–1980 C. T. C. Wall
- 1980–1982 B E Johnson
- 1982–1984 Paul Cohn
- 1984–1986 Ioan James
- 1986–1988 Erik Christopher Zeeman
- 1988–1990 John H. Coates
- 1990–1992 John Kingman
- 1992–1994 John Robert Ringrose
- 1994–1996 Nigel Hitchin
- 1996–1998 John M. Ball
- 1998–2000 Martin J. Taylor
- 2000–2002 J Trevor Stuart
- 2002–2003 Peter Goddard
- 2004–2005 Frances Kirwan
- 2005–2007 John Toland
- 2007–2009 E Brian Davies
- 2009 Interim President John M. Ball[1]
- 2009-2011 Angus Macintyre[2]
- 2011 Graeme Segal[3]